# Межа часу
«Межа часу» (англ. Synchronic) — фантастичний фільм жахів. Режисерами стрічки виступили Джастін Бенсон та Аарон Мурхед. Прем'єрний показ стрічки відбувся на міжнародному кінофестивалі-2019 у Торонто.

## Сюжет
Новий Орлеан, Луізіана. Стів та Денніс — чудові друзі та колеги по роботі. Вони працюють парамедиками. Не так давно Денніс та його дружина Тара вдруге стали батьками, тоді як Стів продовжує безтурботне життя без планів на майбутнє. Тим не менш лише він знаходить спільну мову зі старшою донькою Денніса Бріанною, яка все далі віддаляється від батьків.
Все частіше напарники зустрічаються з дивними випадками поранень та смертей серед тих, хто вживав синтетичний наркотик під назвою «Синхронік». Ніхто з виживших після прийому препарату не може пояснити те, що з ним сталося. Однак ситуація стає критичною, коли раптово зникає Бріанна. Її подруга повідомляє, що дівчина також вживала «Синхронік», після чого її ніхто не бачив.
Тим часом Стів дізнається, що має злоякісну пухлину у мозку. Лікарі попереджають, що без лікування йому залишиться близько двох місяців, тоді як інтенсивний курс терапії може значно подовжити його життя. Втім, розповідати про свої проблеми зі здоров'ям Деннісу він не збирається, тримаючи все це у таємниці.
Після чергового виклику до тих, хто приймав «Синхронік», Стів вирішує почати боротьбу з наркотиком. Він знаходить спеціалізований магазин та купує всю наявну партію. Пізніше в його квартиру проникає чоловік, який стверджує, що саме він винайшов цей наркотик. Проте в той момент він ще не знав про побічні ефекти «Синхроніка». Виявляється, що препарат дозволяє на якийсь час подорожувати у часі. При цьому для підлітків є ризик застряти в тій часовій лінії, куди їх відправить наркотик.
Спочатку Стів не вірить словам незнайомця. Однак він наважується перевірити дію наркотика та приймає небезпечний препарат...

## Знімались
- Джеймі Дорнан — Денніс Даннелі
- Ентоні Макі — Стів
- Кеті Аселтон — Тара Даннеллі
- Еллі Іоаннідес — Бріанна Даннеллі
- Білл Оберст-молодший — Мародер
- Адам Дж. Єнд — Кайл
- Мартін Бат Бредфорд — Боб
- Девін Тайлер — Даніка

## Відгуки
На сайті Rotten Tomatoes фільм отримав рейтинг 78% на основі 158 відгуків. На сайті Metacritic рейтинг картини становить 64% на основі 23 відгуків. Загалом критики схвально відгукуються про фільм